# Linciaggio di New Orleans
Il linciaggio di New Orleans avvenne il 14 marzo 1891 a New Orleans. Una folla di cittadini assalì la prigione locale e uccise undici immigrati italiani,  per lo più gente che aveva forti legami con la criminalità organizzata americana. Secondo le fonti a partecipare al linciaggio furono dalle 3 000 alle 20 000 persone, rendendolo uno dei più ingenti linciaggi di massa della storia degli Stati Uniti.

## Contesto
Durante il corso del XIX secolo il flusso migratorio degli italiani verso gli Stati Uniti era cresciuto in maniera considerevole man mano che ci si avvicinava alla fine del secolo. Tra il 1820 e il 1880 si stima che migrarono verso gli States circa 80.000 cittadini italiani. Nello specifico si può osservare che tra il 1879 e il 1892 il numero di siciliani che emigrò negli Stati Uniti passò da 90 a circa 10.000. Fino ad allora i contatti con la realtà statunitense erano stati scarsi, per lo più basati sulle opere letterarie, musicali e artistiche, che conferivano agli statunitensi una visione positiva dell'italiano medio.
A seguito di questi flussi migratori i contadini e gli operai non specializzati entravano per la prima volta a contatto con la realtà americana. Data la loro situazione e le difficoltà di integrazione nella nuova società, i gruppi di migranti tendevano ad isolarsi all'interno di quartieri abitati prevalentemente da connazionali, così da poter mantenere i propri usi e la lingua di appartenenza. Questi quartieri erano caratterizzati da un alto livello di degrado, oltre che da un sovraffollamento degli appartamenti nei quali gli italiani erano disposti a vivere anche in condizioni igieniche precarie. Questa situazione era mal vista dai cittadini statunitensi, che iniziarono a provare disprezzo nei confronti degli immigrati, percepiti sempre più come simbolo di inciviltà e malcostume. Nello stesso periodo, proprio a causa di questo flusso migratorio, approdava infatti negli Stati Uniti anche la mafia.
A rendere ancora più forte il disprezzo degli americani nei confronti degli immigrati e a fornire un'immagine sempre più incivile e arretrata del popolo italiano, nello specifico dei meridionali della penisola, furono anche affermazioni di antropologi come Giuseppe Sergi e Luigi Pigorini, di criminologi come Cesare Lombroso o di sociologi come Alfredo Niceforo, che dalla stessa Italia fornivano una visione stereotipata e molto negativa del Sud. Le teorie che dipingevano l'italiano meridionale come una sorta di selvaggio si basavano su varie osservazioni, come la craniometria, utilizzata per attribuirgli un quoziente intellettivo più basso rispetto ai popoli del nord, oppure la presunta assenza nei popoli meridionali del sangue celtico, che caratterizzava le popolazioni più civili, ossia quelle settentrionali.
Nel 1890 a New Orleans si trovava un cospicuo numero di immigrati: su una popolazione di quasi 274.000 persone, infatti, circa 30.000 erano italiani. Nell'ambito della criminalità organizzata le due famiglie che si contendevano il controllo della zona erano i Provenzano e i Matranga.

## I fatti

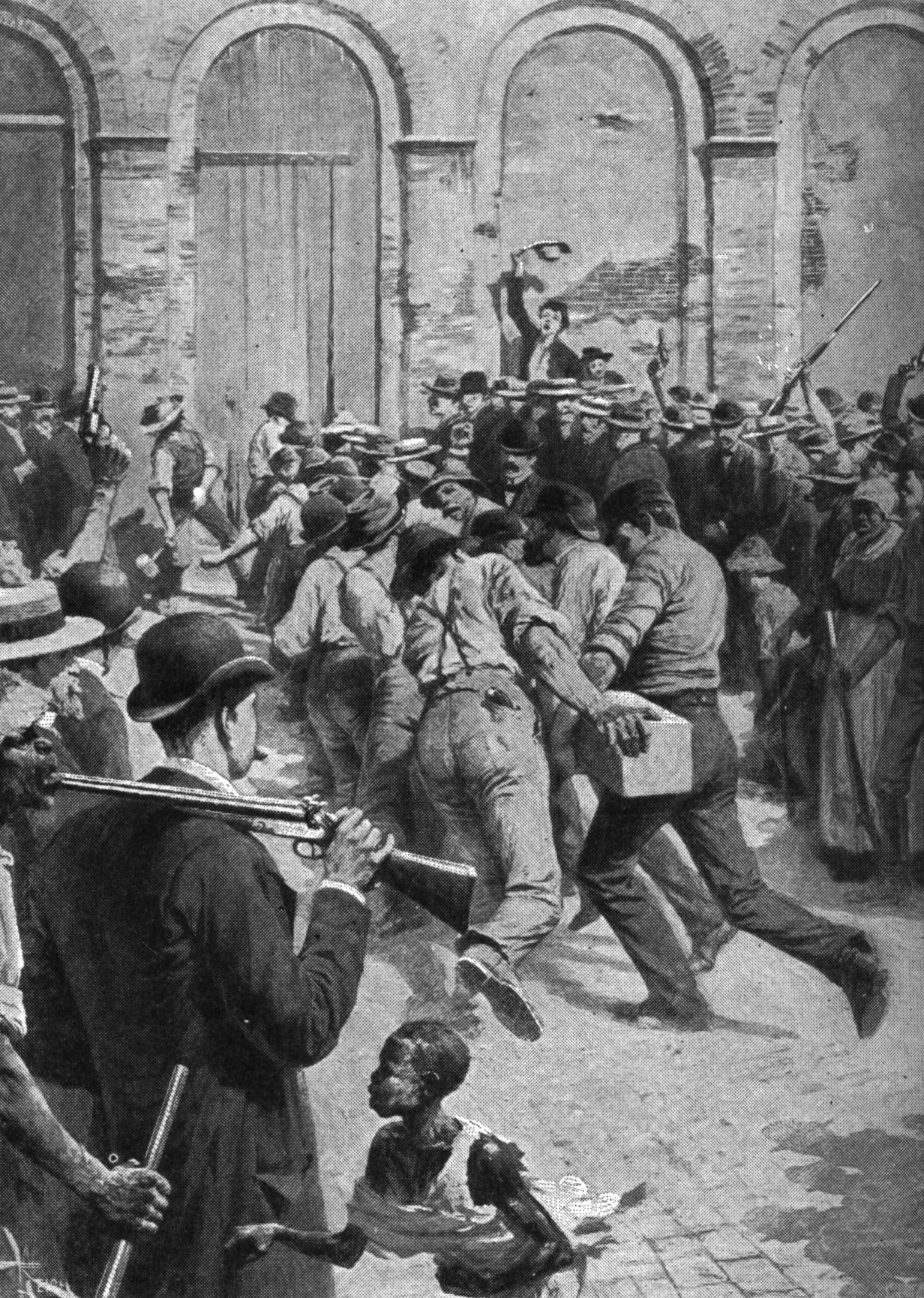
Rappresentazione dell'episodio

A seguito di un agguato a danno dei Matranga da parte della famiglia Provenzano iniziarono una serie di scontri violenti. Il sovraintendente della polizia di New Orleans David Hennessy sarebbe stato personalmente legato alla famiglia dei Provenzano. Durante questo periodo di tumulti e di violenze tra le due famiglie, Hennessy, dopo aver arrestato due membri della famiglia Matranga, avrebbe annunciato la sua testimonianza a favore dei Provenzano durante un processo. La notte del 15 ottobre 1890 il sovrintendente venne colpito da alcuni colpi di fucili da caccia mentre tornava a casa, all'incirca all'angolo tra Girod e Basin Street. La vittima venne colpita all'addome, tentò di rispondere al fuoco ma non riuscì a colpire nessuno dei suoi aggressori. Alcuni amici di Hennessy, attirati dal rumore degli spari, lo raggiunsero per prestargli soccorso, ma non ci fu nulla da fare. Secondo alcune fonti il sovraintendente poco prima di morire avrebbe sussurrato ai suoi amici "Dagoes did it", "i dagoes lo hanno fatto". Col termine dagoes venivano chiamati in senso dispregiativo gli immigrati italiani.
Nei giorni seguenti la polizia effettuò indagini quasi completamente incentrate nella colonia di italiani presenti a New Orleans. Vennero interrogate e arrestate persone di origine italiana, alcune anche completamente estranee ai fatti. Il console italiano Pasquale Corte riferì all'ambasciatore Fava i metodi illegali con i quali venivano trattati gli indagati e le violenze fisiche e verbali che subivano. Vennero arrestati 19 italiani, 11 accusati di aver avuto un ruolo diretto nell'omicidio di David Hennessy. Gli imputati vennero aspramente criticati dalla stampa locale oltre che da funzionari pubblici della città e definiti colpevoli ancor prima del processo. Furono molte anche le affermazioni denigratorie nei confronti degli italiani in generale. Nel mese di marzo del 1891, otto degli undici imputati vennero giudicati non colpevoli, a seguito di un controverso processo caratterizzato da un disperato tentativo di creare delle prove inesistenti da parte degli inquirenti, anche se sul verdetto deve aver pesato molto l'influenza della malavita sulla giuria, che venne molto probabilmente corrotta. Gli imputati vennero comunque tenuti in arresto in attesa di un verdetto che avrebbe ribaltato la sentenza precedente e trasportati nella prigione locale.
La comunità siciliana a cui appartenevano i processati festeggiò l'esito del processo, ma non fu lo stesso per la popolazione americana di New Orleans. Quanto accaduto portò la popolazione a definire il processo un processo-farsa; il popolo si sentì tradito dalle istituzioni e dalle forze dell'ordine e quello che era malcontento nella popolazione iniziò a sfociare in rabbia e violenza. Il clima di odio contro la comunità italiana fu cavalcato anche dal sindaco Joseph Shakespeare, che li definì «gli individui più abietti, più pigri, più depravati, più violenti e più indegni che esistono al mondo, peggiori dei neri e più indesiderabili dei polacchi».
Un gruppo di manifestanti si riunì in una piazza. Le fonti parlano di una cifra che varia da 3.000 a 20.000 persone; la variazione è molto ampia in quanto la stampa locale, al periodo, si schierò a favore del popolo e cercò di mettere sotto una buona luce l'evento, mentre quella estera condannò il gesto; è dunque difficile avere una stima obiettiva delle persone che parteciparono al linciaggio. Alla guida della folla c'era un avvocato, William Parkerson. Le intenzioni della folla erano chiare, giacché oltre un centinaio di persone erano armate. Ciò che sorprende di questo evento fu appunto il fatto che venne guidato da persone appartenenti a classi abbienti, non ubriachi o delinquenti; secondo le fonti si trattava di un gruppo di cittadini eminenti appartenenti alla borghesia medio alta. La folla si avviò verso la prigione locale, dove le autorità tentarono di evitare l'assalto alle celle senza usare la forza, cercando di tutelare l'incolumità dei prigionieri italiani, ma non poterono alcunché contro un numero così alto di cittadini in rivolta. La folla s'introdusse nella prigione, stanando i prigionieri che tentavano inutilmente di nascondersi. Due furono impiccati, gli altri uccisi a colpi di fucile.

## Le vittime
Le vittime della folla inferocita furono undici. Tra essi si trovavano persone già note alle autorità, che avevano avuto a che fare con gli ambienti della criminalità organizzata ricevendo condanne sia in Italia che negli Stati Uniti. Alcune delle vittime del linciaggio, invece, erano incensurate anche se godevano della fama di mafiosi, altri ancora avevano avuto una condotta irreprensibile sebbene a causa di un pregiudizio razziale vennero assimilati a quelli che potevano essere identificati come i colpevoli. I nomi delle vittime sono: Antonio Abbagnato, Girolamo Caruso, Antonio Marchesi (il cui vero nome era Antonio Grimando), Pietro Monastero, Emanuele Polizzi, Frank Romero, Antonio Scafidi, Vincenzo Traina, Rocco Geraci e Loreto Comitis.

## Le conseguenze
L'episodio caratterizzò uno dei periodi di massima tensione tra gli Stati Uniti e l'Italia, provocando una crisi diplomatica tra due nazioni che prima erano in amichevoli relazioni politiche e commerciali. Si arrivò addirittura al punto in cui il governo italiano inviò una cannoniera che si trovava nell'isola di Cuba, allora sotto l'amministrazione spagnola, minacciando il bombardamento della città, e l'ambasciatore italiano Francesco Saverio Fava venne richiamato in Italia dal presidente del consiglio dei ministri Antonio Starabba, marchese di Rudinì. La stampa italiana fu particolarmente attiva in questo periodo storico, spronando lo Stato italiano affinché s'impegnasse perché fosse fatta giustizia e perché fosse garantito alle famiglie delle vittime un adeguato risarcimento, oltre che il sollecito a far rispettare i trattati internazionali stipulati con gli Stati Uniti, affinché ai cittadini stranieri fosse garantita la protezione dal governo federale.
A porre rimedio alla situazione di tensione tra i due governi, poiché i colpevoli non vennero mai puniti, fu il presidente americano Benjamin Harrison, che decise di risarcire le famiglie delle vittime con un'indennità di circa 25.000 dollari, pur affermando che l'offesa non fosse stata inflitta direttamente dagli Stati Uniti. La scelta del presidente destò scalpore, alcuni definirono il suo comportamento come un'offesa agli Stati Uniti stessi. In realtà più che un'ammissione di colpa, la decisione presa da Harrison fu probabilmente una sorta di cortesia internazionale verso l'Italia, così come venne commentata la vicenda dal Gabinetto di Washington, al fine di ristabilire i buoni rapporti tra le due nazioni. Il Congresso degli Stati Uniti ritoccò al ribasso l'indennità, che alla fine ammontò a circa 2.100 dollari.

## Cultura di massa
- Il linciaggio è stato rappresentato anche nel film TV del 1999 Vendetta con Christopher Walken, a sua volta tratto dal libro di Richard Gambino, Vendetta: The True Story of the Largest Lynching in U.S. History (ISBN 1550711032).
- Il brano del 2014 di Wendy McNeill In bocca al lupo parla di questa vicenda dal punto di vista della figlia di uno degli innocenti trucidati.

## Scuse pubbliche
Nel 2019, dopo 128 anni e grazie alla sindaca, l'amministrazione comunale di New Orleans ha reso scuse pubbliche ed ufficiali alla numerosa comunità di origine italiana che vive negli Stati Uniti, ricordando le vittime innocenti del linciaggio razzista.